# (8059) Deliyannis
(8059) Deliyannis (1957 JP) est un astéroïde de la ceinture principale, découvert le 6 mai 1957 à l'observatoire Goethe Link près de Brooklyn, dans l'Indiana. Il a une magnitude absolue de 12.